# Janusz Bogucki (historyk sztuki)
Janusz Bogucki (ur. 14 grudnia 1916 w Krakowie, zm. 18 listopada 1995 w Warszawie) – polski historyk sztuki, krytyk i kurator sztuki.

## Życiorys
Był synem Mieczysława Boguckiego i Wandy Boguckiej, z d. Deike. W latach 1934–1939 studiował w Akademii Sztuk Pięknych w Warszawie, pod kierunkiem Felicjana Szczęsnego Kowarskiego. W 1938 rozpoczął także studia z zakresu historii sztuki. W 1939 otrzymał nagrodę Instytutu Propagandy Sztuki i pisma „Nike” za pracę z zakresu teorii sztuki. Walczył w kampanii wrześniowej jako podchorąży w szeregach 8 Pułku Piechoty Legionów.
W latach 1945–1947 pracował w Naczelnej Dyrekcji Muzeów i Ochrony Zabytków, w latach 1947–1953 w Biurze Muzealnych Wystaw Objazdowych przy Muzeum Narodowym w Krakowie. W latach 50. był jednym z organizatorów wystaw Galerii Krzysztofory. Od 1957 redagował dodatek do Życia Literackiego – Plastyka, w tym samym roku został członkiem Grupy Krakowskiej.
Od 1964 mieszkał w Warszawie, razem z pierwszą żoną, Marią Friedel-Bogucką prowadził Galerię Widza i Artysty, a w latach 1965-1974 Galerię Współczesną. W latach 1964–1979 pracował równocześnie na Uniwersytecie Mikołaja Kopernika w Toruniu, początkowo w Zakładzie Metodyki Nauczania Rysunku i Przedmiotów Plastycznych, od 1969 jako kierownik Zakładu Kształtowania Form Plastycznych, od 1972 w Zakładzie Pedagogiki Artystycznej. Uczestnik Sympozjum Plastycznego Wrocław ’70.
W 1974 postanowił działać poza oficjalnym obiegiem artystycznym, na przełomie lat 70. i 80 organizował spotkania artystów i krytyków sztuki w Laskach, był jednym z pomysłodawców wejścia ze sztuką współczesną w przestrzeń kościelną. W latach 80. uczestniczył w niezależnych od władz działaniach artystycznych. Razem z Niną Smolarz (która została jego drugą żoną) przygotował szeroko komentowane wystawy Znak Krzyża (1983) i Droga świateł – spotkania ekumeniczne (1987) – w Kościele Miłosierdzia Bożego przy ul. Żytniej w Warszawie, Artyści stoczniowcom (1984) – w Kościele Św. Mikołaja w Gdańsku, Apokalipsa – światło w ciemności (1984) – w Kościele Św. Krzyża w Warszawie, Labirynt – przestrzeń podziemna (1989) – (w Kościele Wniebowstąpienia Pańskiego w Warszawie. Działalność kuratorską kontynuował także po 1989, przygotował wówczas m.in. wystawy Spotkanie świętych obrazów (1991) – w Państwowym Muzeum Etnograficznym w Warszawie, Epitafium i siedem przestrzeni (1991) - w Galerii Zachęta, Wielkie Xięstwo (1993) – w Ekumenicznym Klasztorze Sztuki w Warszawie. Zainicjował powstanie Ekumenicznego Klasztoru Sztuki – Fundacji Aśram Anavim.
Był autorem wielu książek poświęconych historii i teorii sztuki: Matejko (1955), Rozmowy o sztuce (1955), Szkice krakowskie (od Stwosza do Kantora) (1956), Gierymscy (1959), Mikulski (1961), Sztuka Polski Ludowej (1983), Pop ezo sacrum (1990), Od rozmów ekumenicznych do Labiryntu (1991)
Jego córką z małżeństwa z Marią Bogucką jest Teresa Bogucka.

## Nagrody
- Nagroda „Miesięcznika Literackiego” (1984) za książkę „Sztuka Polski Ludowej” (Wydawnictwa Artystyczne i Filmowe)[8]